# Prémio Screen Actors Guild 1999

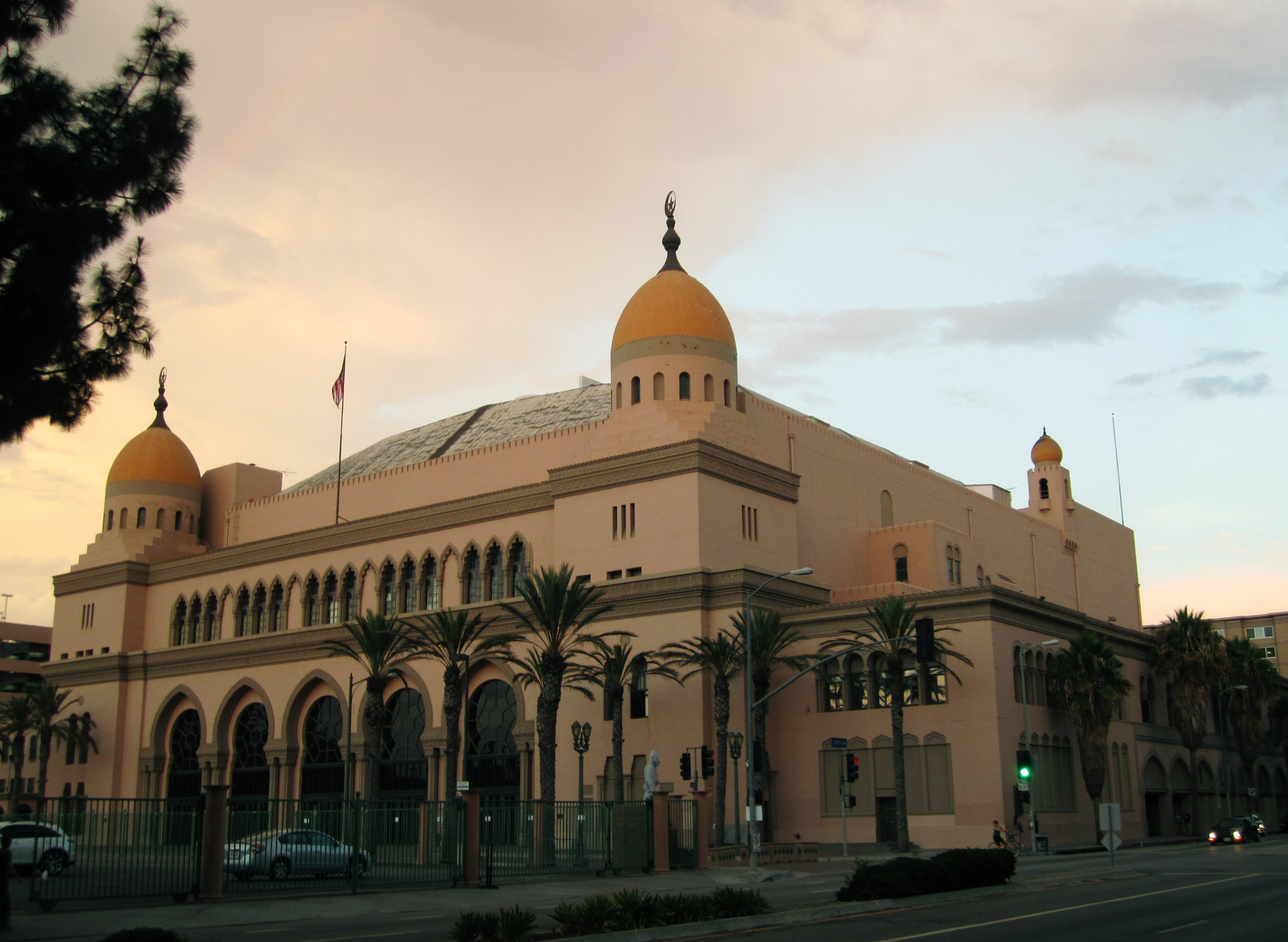

A 5ª edição dos Prémios Screen Actors Guild foi apresentada em Los Angeles no dia 07 de março de 1999.

## Vencedores

### Filme
- Performance de um Actor num Papel Principal
  - Roberto Benigni, Life is Beautiful

- Performance de uma Actriz num Papel Principal
  - Gwyneth Paltrow, Shakespeare in Love

- Performance de um Actor num Papel Secundário
  - Robert Duvall, A Civil Action

- Performance de uma Actriz num Papel Secundário
  - Kathy Bates, Primary Colors

- Performance de um Elenco
  - Shakespeare in Love

### Televisão
- Performance de um Actor numa Minisérie ou Filme para Televisão
  - Christopher Reeve, Rear Window

- Performance de uma Actriz numa Minisérie ou Filme para Televisão
  - Angelina Jolie, Gia

- Performance de um Actor numa Série Dramática
  - Sam Waterston, Law & Order

- Performance de um Actriz numa Série Dramática
  - Julianna Margulies, E.R.

- Performance de um Actor numa Série de Comédia
  - Michael J. Fox, Spin City

- Performance de um Actriz numa Série de Comédia
  - Tracey Ullman, Tracey Takes On...

- Performance de um Elenco numa Série Dramática
  - E.R.

- Performance de um Elenco numa Série de Comédia
  - Ally McBeal

- Prémio Carreira Screen Actors Guild Awards:
  - Kirk Douglas